# Auxi
Auxi is een Zwitsers historisch merk van hulpmotoren.
De Auxi werd in het begin van de jaren twintig geproduceerd in Zwitserland. Het was een clip-on motor die op de bagagedrager van een fiets werd gemonteerd en dit zowel met een riem als met een ketting kon aandrijven.
De 134cc-tweetaktmotor was wel zwaar: hij woog 14 kg. Met de twee liter mengsmering die in het tankje pasten kon men 100 km afleggen.